# 周河遺跡
周河遺跡（しゅうがいせき）は、中国の山東省済南市平陰県洪範池鎮周河村の東北に位置する遺跡。北辛文化・大汶口文化・龍山文化・岳石文化・殷・周・漢代におよぶ長期にまたがっている。遺跡の面積はおよそ30万平方m、文物の堆積層は最深のところで5mに達する。1998年に発見され、地表に露出した文化層が破壊されるおそれが出たため、1999年の4月から5月にかけて山東大学考古系によって緊急の発掘がおこなわれ、大汶口文化と春秋時代の墓が発見された。出土文物のうちでは陶器に稀少なものがあり、大汶口文化の時期の灰陶壺や紅陶壺などがある。